# Torpedobunker IJmuiden

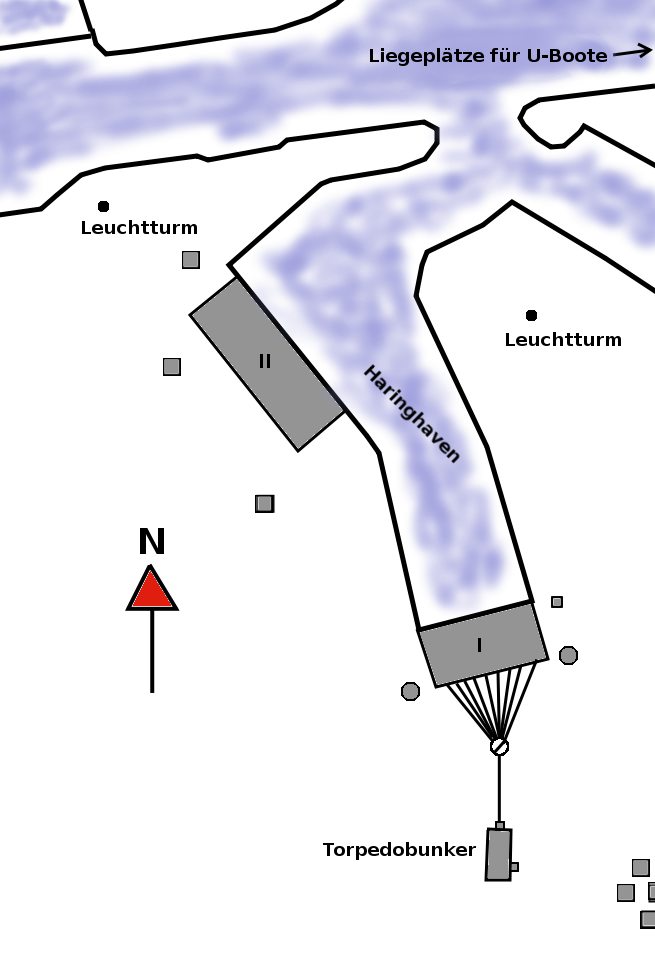
Plattegrond Schnellbootbunkers en torpedobunker in IJmuiden. De Haringhaven heeft sinds 1962 een gewijzigde ligging door een verlenging in parallel aan de Vissershaven.

De Torpedobunker IJmuiden is een bunker die tijdens de Tweede Wereldoorlog in de haven van IJmuiden is gebouwd voor de opslag van torpedo's voor de nabijgelegen Schnellbootbunker.
De Torpedobunker ligt aan de Kromhoutstraat ten zuiden van de Haringhaven, een buitenhaven in IJmuiden. In de directe omgeving van de Torpedobunker liggen diverse andere constructies uit de tijd van de Atlantikwall. De bunker, die in oorlogstijd de code 5606 had, is niet opengesteld voor bezoek. De schnellbootbunker geldt als de grootste bunker van Nederland.

## Bouwwerk
De Torpedobunker is een gebouw uit massief gewapend beton. De wanden zijn ongeveer 2,5 meter dik, terwijl het dak ongeveer 3 meter dik is. Boven elk van de toegangsdeuren bevindt zich een betonblok van ongeveer 26 ton zwaar waarmee de bunker gebarricadeerd kon worden.
De bunker was met een smalspoorbaan verbonden met de Schnellbootbunker 1 in de haven van IJmuiden. Voor de ingang van de torpedobunker en in het gebouw liggen nog de rails van dit smalspoor. Op de buitenmuren zijn nog resten aanwezig van de camouflagebeschildering.

## Geschiedenis
Het bouwwerk is door de Organisation Todt gepland en gebouwd. De Torpedobunker kwam ongeveer in november 1941 gereed. De bunker was een opslagplaats voor torpedo's en munitie voor de Schnellboten in Schnellbootbunker 1. De bunkers maakten deel uit van de Atlantikwall, de door de Duitse bezetter gebouwde kustverdedigingslinie.
De torpedobunker is sinds 1978 in gebruik als oefenruimte voor bands.

## Schnellbootbunker 1
Schnellbootbunker 1 lag aan het einde van de oude Haringhaven en werd rond november 1941 in gebruik genomen. Ongeveer 10 torpedeboten konden hier afmeren en de bunker bood verder ruimte voor magazijnen, betonnen brandstoftanks en een reparatiewerkplaats. De bunker werd in 1944 door geallieerde Tallboy-bommen verwoest en na de oorlog is deze bunker volledig gesloopt.

## Schnellbootbunker 2
Een nog grotere bunker voor 14 schepen werd in 1943 gebouwd bij de ingang van de Haringhaven. Deze had bijna vijf meter dikke buitenmuren die enigszins schuin stonden zodat bommen minder schade zouden uitrichten. Geallieerde luchtbombardementen hinderden de bouw en eind 1944 werd die gestaakt. Deze Schnellbootbunker II bestaat nog en wordt anno 2015 gebruikt door een offshore-servicebedrijf.
In november 2024 werd bekend gegeven dat de Rijksdienst voor Cultureel Erfgoed (RCE) de bunker tot rijksmonument wil laten verklaren.

## Afbeeldingen

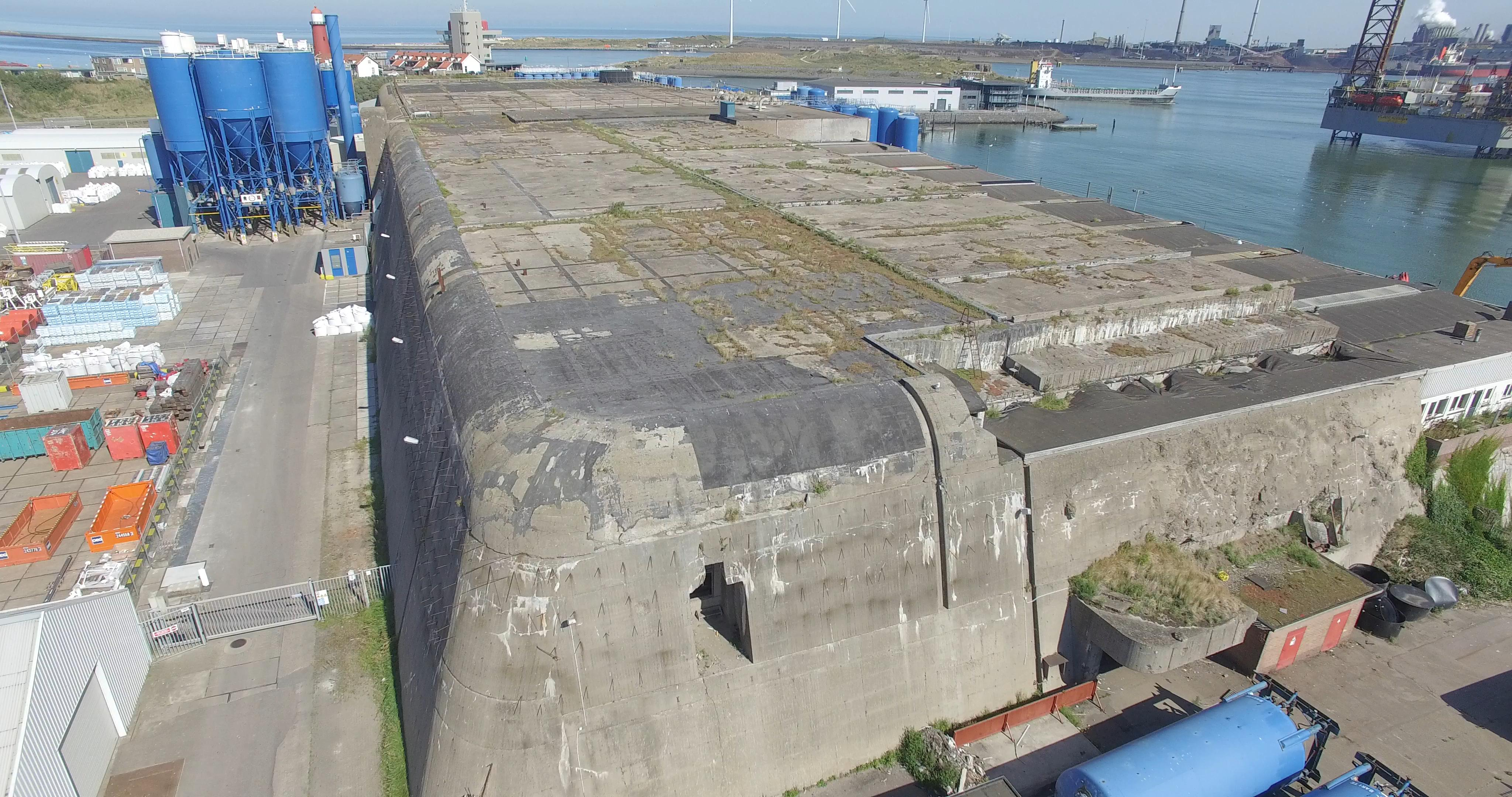
Schnellbootbunker II in 2015
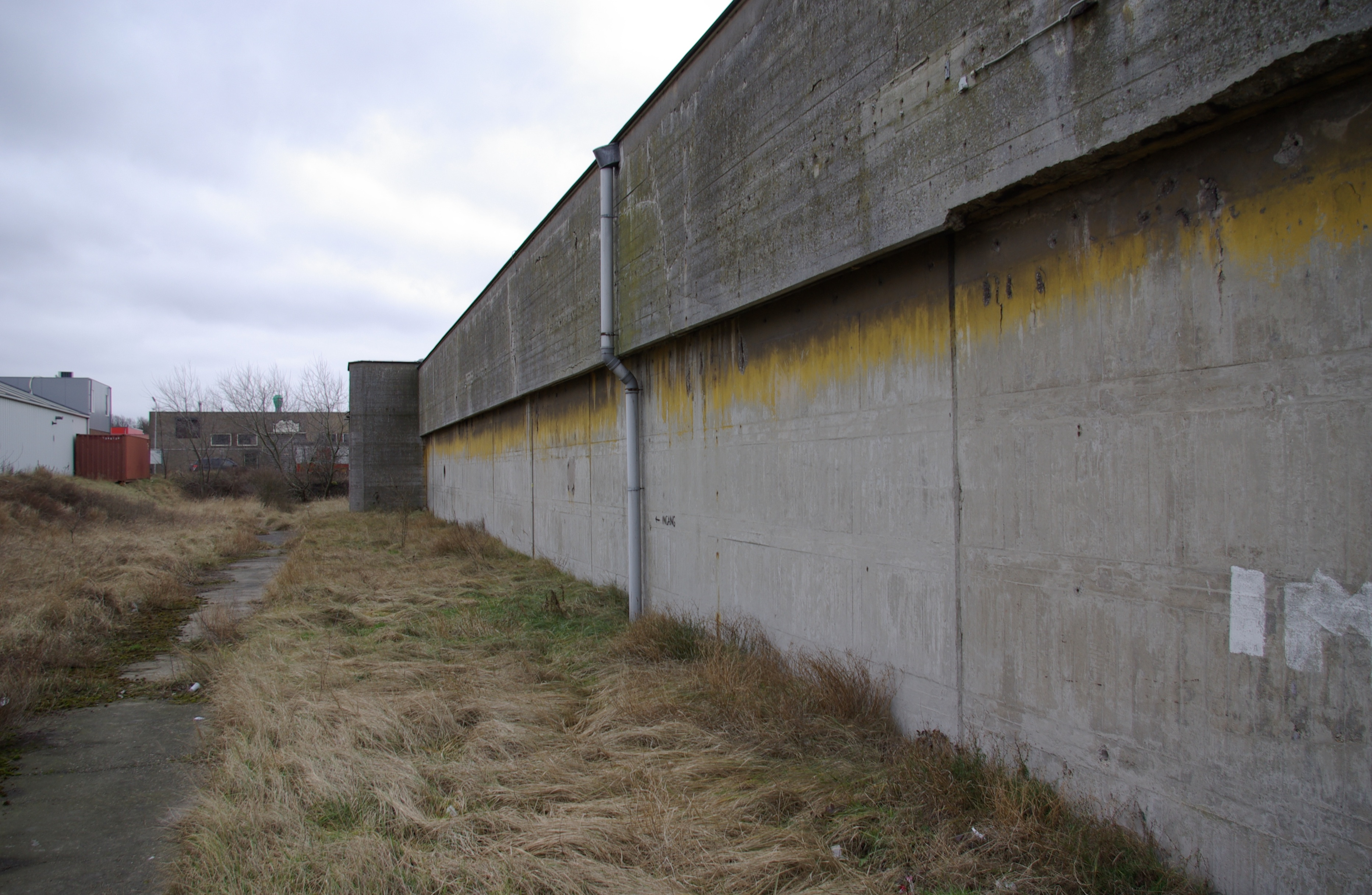
Bunker II in 2009, resten van de schutkleur zijn nog te zien
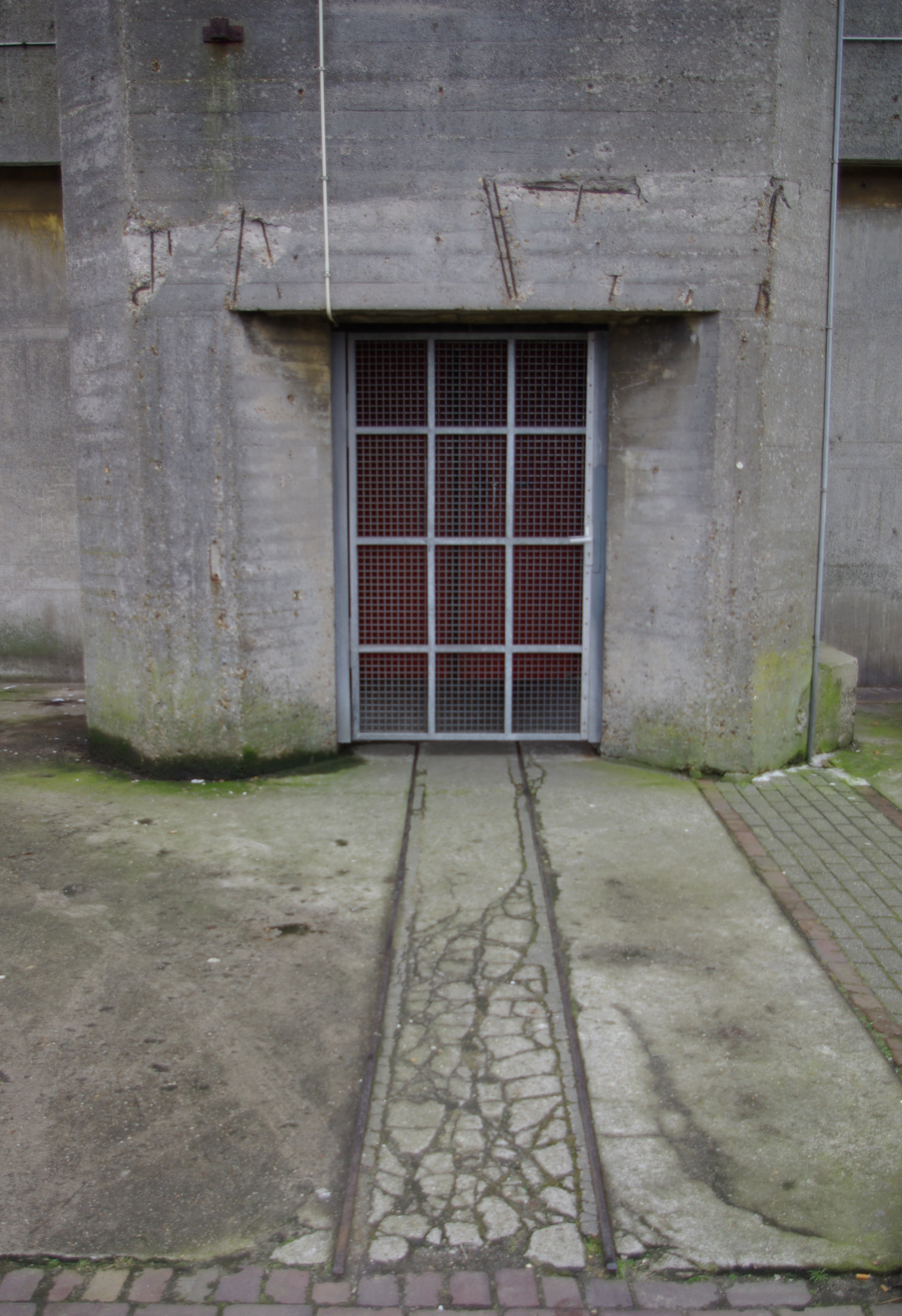
Vooringang met de rails van de smalspoorbaan, 2009
- Schnellbootbunker in bioscoopjournaal uit 1945